# Harivanapura, Tumkur
Harivanapura là một làng thuộc tehsil Tumkur, huyện Tumkur, bang Karnataka, Ấn Độ.